# Кылтымъю
Кылтымъю (Кылтым, устар. Кылтым-Ю) — река в России, протекает по Сыктывдинскому району Республики Коми. Левый приток Сысолы.

## География
Кылтымъю берёт начало в месте слияния рек Юил и Лудвож.
Устье реки находится в 40 км от устья Сысолы. Длина реки составляет 36 км, площадь водосборного бассейна — 362 км². Протекает через деревню Морово. Имеет несколько притоков, в том числе Тёплая Речка и Ворь-Ю.

## Притоки
(указано расстояние от устья)
- 33 км: река Верью
- 36 км: река Лудвож
- 36 км: река Юил

## Данные водного реестра
По данным государственного водного реестра России относится к Двинско-Печорскому бассейновому округу, водохозяйственный участок реки — Вычегда от истока до города Сыктывкар, речной подбассейн реки — Вычегда. Речной бассейн реки — Северная Двина. Код водного объекта в государственном водном реестре — 03020200112103000020061.